# Bindenschwanzfasanen
Die Bindenschwanzfasanen (Syrmaticus) sind eine Gattung innerhalb der Familie der Fasanenartigen, die in Ostasien verbreitet ist. Drei Arten kommen in der Volksrepublik China vor – eine davon, der Burmafasan, auch im äußersten Nordosten Indiens und im Norden von Myanmar und Thailand. Der geografisch stark variierende Kupferfasan lebt in Japan, der Mikadofasan ist in Taiwan endemisch.

## Beschreibung

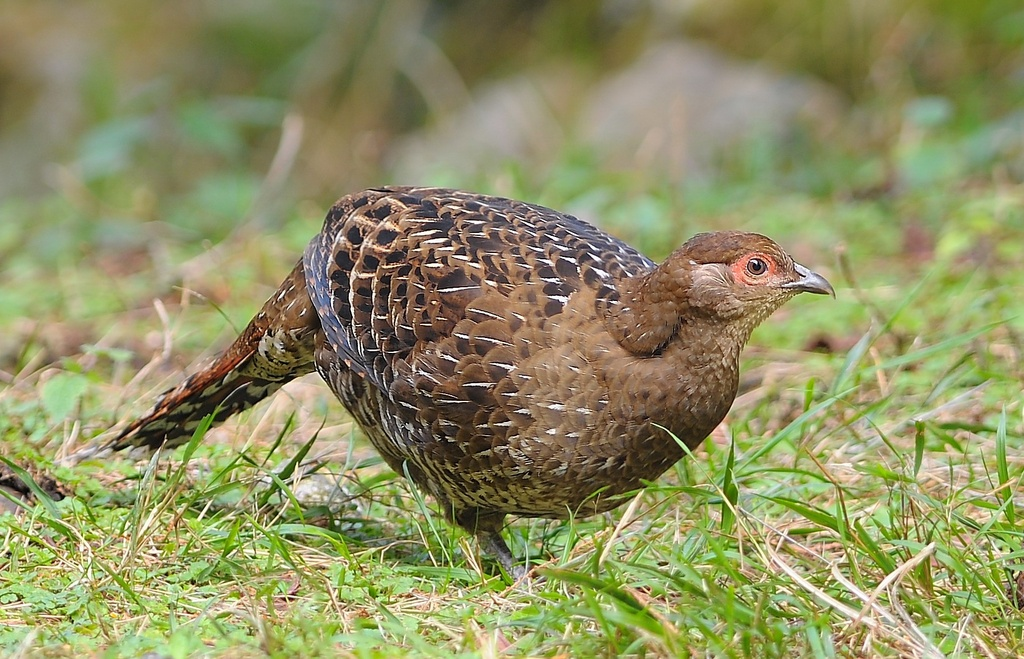
Henne des Mikadofasans

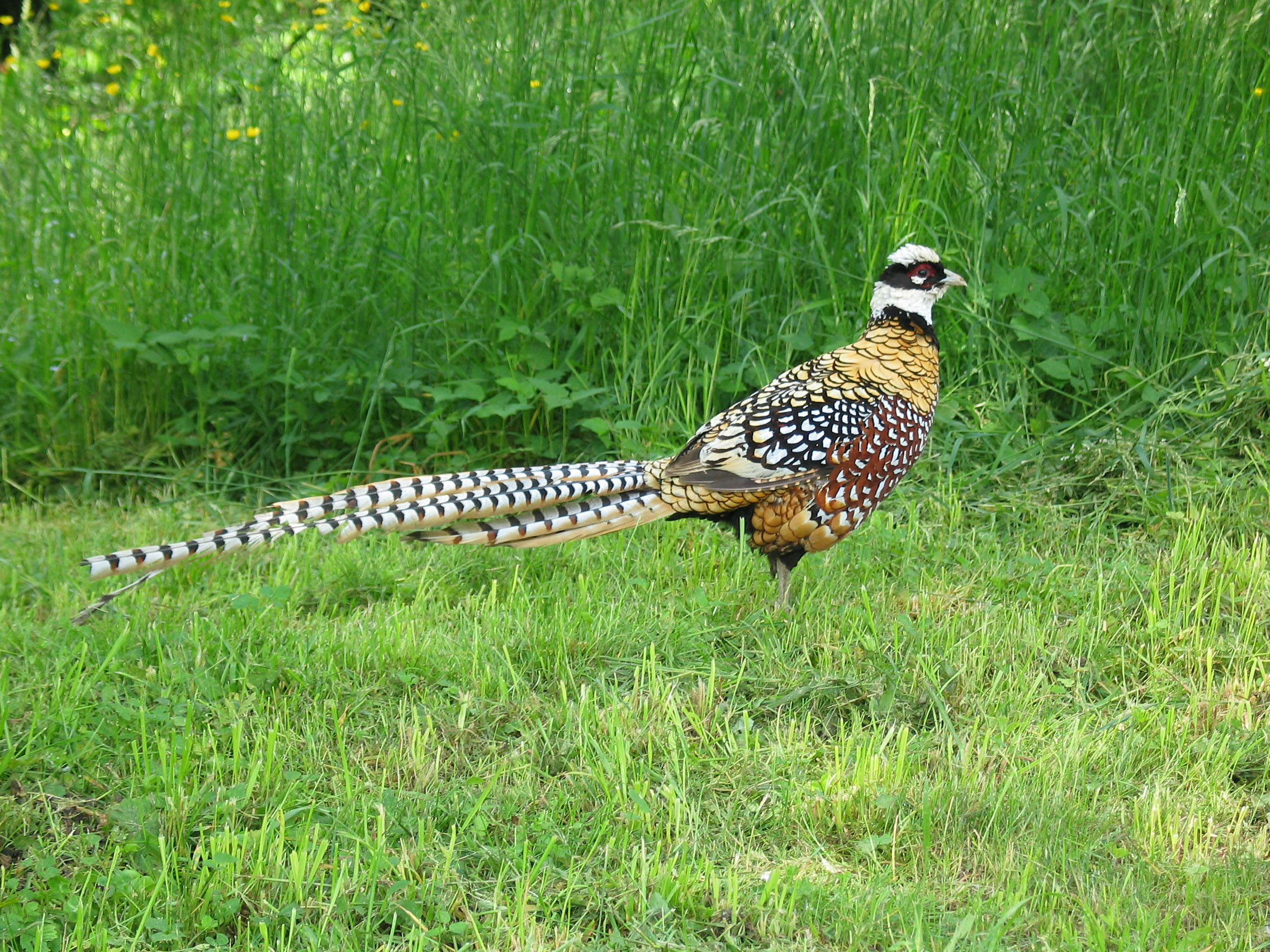
Hahn des Königsfasans

Bei den Arten dieser Gattung handelt es sich um recht große, sehr langschwänzige Fasanen, die keine Haube oder Federohren tragen. Die unbefiederte Augenpartie ist rot, meist nicht so ausgedehnt wie bei den Hühnerfasanen und beim Königsfasan auf einen schmalen Streifen über dem Auge reduziert. Die Läufe tragen nur relativ kurze Sporen. Es gibt einen deutlichen Sexualdimorphismus in der Gefiederfärbung.
Die Hähne sind recht farbenprächtig, unterscheiden sich bei den verschiedenen Arten stark und haben – insbesondere der Hahn des Königsfasans – sehr lange Schwänze. Diese bestehen beim Königs- und beim Kupferfasan aus 18, bei den übrigen Arten aus 16 flachen Steuerfedern, von denen das mittlere Paar die anderen überragt. Sie tragen, wie der deutsche Name der Gattung treffend andeutet, in mehr oder minder großen Abständen schmale Querbinden und sind sonst relativ einfarbig und nicht oder kaum gesprenkelt oder gemustert.
Die Hennen tragen ein eher bräunliches, tarnfarben gemustertes Gefieder und sind zudem etwas kleiner als die Hähne. Bis auf die Henne des Königsfasans sehen sich die Hennen der übrigen Arten sehr ähnlich und alle haben mehrere gemeinsame Merkmale, die sie von den Hennen anderer Gattungen unterscheiden. Die Brust ist kräftig und kontrastreich gezeichnet, der Unterbauch komplett oder überwiegend weißlich. Die Federn des vorderen Rückens tragen meist eine auffallend weiße, pfeilförmige Schaftzeichnung. Lediglich bei der Henne des Kupferfasans sind die Schaftstriche und ein subterminaler Streifen blassbeige. Die seitlichen Steuerfedern sind rotbraun und tragen subterminale, schwarze Binden und eine schwarze Endbinde. Außer bei der Henne des Mikadofasans unterscheiden sich die mittleren ein oder zwei Paare durch verwaschene Querbinden deutlich von den übrigen.
Die Bindenschwanzfasanen stehen der Gattung Phasianus verwandtschaftlich recht nahe, was besonders bei Elliot- und Burmafasan durch ähnlich gefärbte Gefiederpartien auffällt, es gibt aber bedeutende Unterschiede. So ist das Bürzelgefieder bei den Arten dieser Gattung nicht weich und zerschlissen wie beim Fasan, sondern gerundet und recht hart. Durch auffällige Säume entsteht ein Schuppenmuster. Weitere Unterschiede bestehen im Dunenkleid, im Laut- und Verhaltensrepertoire.

## Lebensweise
Alle Arten bewohnen mehr oder minder offene Hochwälder in mittleren Lagen bis zu etwa 2000 m, der Mikadofasan kommt bis 3300 m vor. Sie benötigen dichten Unterwuchs und offenere Bereiche zur Nahrungssuche. Sie nehmen teils auch Sekundärvegetation als Lebensraum an.
Über die Verpaarungsmuster ist nichts definitives bekannt, es wird bei einigen Arten Monogamie, bei anderen auch Polygamie angenommen. Die Balz ist eine einfache Seitenbalz, bei der Hahn der Henne mit herabhängendem Flügel und  aufgefächertem Schwanz die Seite und den Rücken zuwendet. Beim Mikadofasan und beim Elliotfasan wird auch eine Frontalbalz beschrieben. Das Nest ist meist eine ausgescharrte oder in einen Grasbulten oder ins Moos geformte Mulde, die meist nur mit einigen Halmen oder Zweigen ausgelegt wird. Beim Mikadofasan wurde ein Nest aus Bambushalmen beschrieben. Die Eier sind ungezeichnet und cremefarben bis olivbraun, das Gelege besteht meist aus 5 bis 8 Eiern, seltener aus nur bis zu 3 oder sogar bis zu 15 Eiern. Die Brutdauer liegt zwischen 26 und 28 Tagen.
Alle Arten lassen sich leicht in Gefangenschaft halten und mit allen gab es Aussetzungsversuche außerhalb der natürlichen Verbreitungsgebiete. Es konnte sich jedoch lediglich der Königsfasan auf Hawaii, in Frankreich und in Tschechien in eingebürgerten Populationen halten.

## Arten
Die folgenden Arten gehören zur Gattung der Bindenschwanzfasanen:
- Elliotfasan (Syrmaticus ellioti)
- Burmafasan (S. humiae)
- Mikadofasan (S. mikado)
- Kupferfasan (S. soemmerringii)
- Königsfasan (S. reevesii)

## Belege